# 九条亜希子
九条 亜希子（くじょう あきこ、2月27日 - ）は、日本の元女優である。本名、（旧姓）宮崎 多佳子（みやざき たかこ）。夫は元俳優の潮哲也。
大阪府大阪市出身。大阪市立東商業高等学校卒業。

## 人物
5人きょうだいの4番目として生まれ、2000年に発行された『快傑ライオン丸』の書籍のアンケートでは、芸能界入りするきっかけについて両親がそれぞれ映画好きだったことから、行くことができなかった兄弟に映画の説明を話すのが好評だったので調子に乗ってしまったのではないかと答えている。
高校時代は、バトンガールとして御堂筋をパレードしたこともある。
高校卒業後、東宝ニュータレント第6期を経て、東宝現代劇に入団。この当時の記事では、「低音なので大人の役でも少女の役でも中途半端になってしまう」と答えているが、脚本家の花登筺からは三枚目の役を目指すようにアドバイスされている。
東宝現代劇では、『放浪記』などの舞台に出演するが、1971年に退団する。
1972年、『快傑ライオン丸』に女忍者・沙織役でレギュラー出演。当時の新聞インタビューでは、連日アクションが多い撮影のため生傷が絶えないと答えている。
放送終了後、本作のイベントの司会をつとめたのを最後に女優を引退。夫の潮哲也とは、同作での共演をきっかけに結婚した。潮は沙織役の選考に立ち会っており、自身が新人であるため演技経験がある九条を推薦していた。そのため九条はクランクイン直後には潮にアドバイスしていたが、第1話のオンエアを見て潮の演技の方がしっかりしていたため愕然としたと述べており、引退するきっかけとして、『快傑ライオン丸』での演技を見て自信を無くしたことを挙げている。
特技は、珠算三級、簿記二級。

## 出演

### テレビドラマ
- 青空浪人（1971年）
- 快傑ライオン丸（1972年 - 1973年、CX） - 沙織

### 舞台
- 赤と黒（デビュー作）[3]
- 放浪記